# Надежда Мосусова
Надежда Мосусова (Суботица, 4. август 1928) српска је књижевница, композиторка и музиколог.

## Биографија
Студирала је композицију код Предрага Милошевића на Универзитету уметности у Београду. Усавршавала се на Салцбуршком семинару о савременој америчкој музици и докторирала је музикологију у Љубљани.
По завршетку студија се запослила као професор у Музичкој школи „Станковић” у Београду. Године 2013. је објавила „Српски музички театар: историјски фрагменти” и 2018. „Социјалистички реализам, Петар Чајковски и Стеван Христић: Спасавање лепотице” поводом 70 година Охридске легенде.
Била је научни саветник Музиколошког института Српске академије науке и уметности.